# Arnold Burmeister
Arnold Burmeister (* 28. Februar 1899 in Norburg (Deutsches Reich); † 2. Juli 1988 in Stühlingen) war ein deutscher Generalleutnant der Wehrmacht im Zweiten Weltkrieg.

## Leben
Arnold Burmeister trat am 7. Juni 1916 als Fahnenjunker in die Armee ein. Nach dem Krieg blieb er in der Armee und wurde am 31. März 1920 mit dem Charakter als Leutnant aus dem Infanterie-Regiment 24 kommend entlassen.
Am 1. April 1922 erfolgte sein Wiedereintritt in die Armee und er kam zum Reiter-Regiment 14. Am 1. Dezember 1924 erfolgte seine Beförderung zum Leutnant. 1928 war er, ab 1. April 1925 Oberleutnant, im Reiter-Regiment 14.
Ab 1. Oktober 1936 war er Kommandeur des II. Bataillons des Reiter-Regiments 14. Vom 1. September 1939 bis 30. April 1940 war er Kommandeur des II. Bataillons beim Panzer-Regiment 6. In dieser Position wurde er am 1. April 1940 zum Oberstleutnant befördert. Später war er ab 1. Mai 1941 im Oberkommando des Heeres (OKH). Am 1. April 1942 wurde er Oberst. Ab 1. Juli 1942 war er erst Kommandeur des Panzer-Regiments 23, eines Heerestruppenteils, und ab 1. Dezember 1942 des neu bei der 26. Panzer-Division aufgestellten Panzer-Regiments 26. Im April 1943 gab er das Kommando ab und übernahm die neu aufgestellte Panzer-Brigade 10.
Ab dem 1. März 1944 war er im Stab des Generalinspekteurs der Panzertruppe im OKH. Am 1. September 1944 wurde er Kommandeur der 25. Panzergrenadier-Division und wurde am 1. Januar 1945 zum Generalmajor befördert. Am 14. Januar 1945 wurde er mit dem Ritterkreuz des Eisernen Kreuzes ausgezeichnet. Im Februar 1945 wurde die 25. Panzergrenadier-Division der 9. Armee an die Oder im Raum Küstrin zugeführt. Beim sowjetischen Großangriff an der Oder wurde diese am 17. und 18. April im Verband des CI. Armeekorps bei den Kämpfen um Wriezen eingesetzt, um den Durchbruch der sowjetischen 47. und 3. Stoßarmee aufzuhalten. Am 20. April 1945 wurde er zum Generalleutnant befördert und war mit der Führung des XXX. Armeekorps beauftragt, konnte diese Dienststellung aber nicht mehr antreten.
Am 27. September 1935 heiratete er in Murchin Agnes Christiane von Magdeburg (1908–1978), Tochter von Johann Friedrich von Magdeburg und Leonie, geb. von Krosigk.
Nach dem Krieg wohnte er in Kiel.